# Поляков, Дмитрий Пантелеймонович
Дми́трий Пантелеймо́нович Поляко́в (10 мая 1916, Великий Устюг — 13 февраля 1974, Ленинград) — советский велогонщик и тренер по велоспорту. На соревнованиях представлял спортивное общество «Буревестник», мастер спорта СССР. Работал тренером в сборных командах Ленинграда, СССР и Югославии, личный тренер таких известных велогонщиков как Станислав Москвин, Виктор Романов, Любовь Кочетова. Заслуженный тренер СССР. Кандидат педагогических наук.

## Биография
Дмитрий Поляков родился в 1916 году в городе Великий Устюг Вологодской области. Впоследствии переехал на постоянное жительство в Ленинград, где окончил Институт физической культуры имени П. Ф. Лесгафта. При этом серьёзно занимался велосипедным спортом, выполнил норматив мастера спорта СССР.
Во время Великой Отечественной войны в 1941 году участвовал в боевых действиях в составе партизанского отряда лесгафтовцев под руководством Д. Ф. Косицына. Позже в период 1943—1945 годов был начальником физподготовки армии. Награждён орденом Отечественной войны II степени, медалями «За оборону Ленинграда», «За победу над Германией в Великой Отечественной войне 1941—1945 гг.».
По окончании войны вернулся в Институт Лесгафта и продолжил работать здесь преподавателем, в частности занимал должность заведующего кафедрой велосипедного и конькобежного спорта. Автор множества научных работ и методических пособий, посвящённых спорту высоких достижений. Кандидат педагогических наук.
В течение многих лет Поляков занимался тренерской деятельностью в ленинградском совете добровольного спортивного общества «Буревестник». В период 1959—1973 годов он работал тренером в сборной команде Ленинграда, в 1959—1963 годах состоял в тренерском составе сборной команды СССР, в 1963 году по приглашению возглавил национальную сборную Югославии по велоспорту. За это время подготовил многих титулованных гонщиков, добившихся больших успехов на международной арене. В числе наиболее известных его учеников — заслуженные мастера спорта Станислав Москвин и Виктор Романов, чемпионы мира, бронзовые призёры летних Олимпийских игр в Риме в командной гонке преследования. Также его воспитанниками были чемпионка мира Любовь Кочетова, известный советский тренер и юрист Николай Бабанцев и др. За выдающиеся достижения на тренерском поприще в 1970 году Дмитрий Поляков был удостоен почётного звания «Заслуженный тренер СССР».
Умер 13 февраля 1974 года. Похоронен на Южном кладбище в Ленинграде.

Могила Полякова на Южном кладбище Санкт-Петербурга.